# Helminthophis
Helminthophis is een geslacht van slangen uit de familie Anomalepididae.

## Naam en indeling
De wetenschappelijke naam van de groep werd voor het eerst voorgesteld door Wilhelm Peters in 1860. Er zijn drie soorten, de slangen werden eerder aan andere geslachten toegekend, zoals Typhlops, Idiotyphlops en Liotyphlops.

## Uiterlijke kenmerken
De slangen blijven zeer klein en bereiken een lichaamslengte van ongeveer 15 tot 20 centimeter. De kop is niet duidelijk te onderscheiden van het lichaam door het ontbreken van een duidelijke insnoering. De kop is vaak lichter van kleur. Aan de bovenzijde van de kop zijn geen veelhoekige schubben aanwezig wat een onderscheid is met gelijkende soorten. De ogen zijn sterk gedegenereerd en zijn bedekt met schubben; de slangen zijn nagenoeg blind. De staart eindigt in een stekelachtige punt. De slangen hebben 20 tot 24 rijen schubben in de lengte op het midden van het lichaam.

## Levenswijze
Alle soorten leiden een gravend bestaan en leven van ondergronds levende dieren zoals wormen en termieten. De vrouwtjes zetten eieren af in de bodem.

## Verspreiding en habitat
De slangen komen voor in delen van Midden- en Zuid-Amerika en leven in de landen Colombia, Venezuela, Costa Rica en Panama. De habitat bestaat uit vochtige tropische en subtropische bossen, zowel in laaglanden als in bergstreken. Ook in door de mens aangepaste streken zoals plantages, landelijke tuinen en aangetaste bossen kunnen de dieren worden aangetroffen.

## Beschermingsstatus
Door de internationale natuurbeschermingsorganisatie IUCN is aan alle soorten een beschermingsstatus toegewezen. Een soort wordt gezien als 'veilig' (Least Concern of LC) en twee soorten worden beschouwd als 'onzeker' (Data Deficient of DD).

## Soorten
Het geslacht omvat de volgende soorten, met de auteur en het verspreidingsgebied.
| Naam                          | Auteur       | Verspreidingsgebied | Beschermingsstatus |
| ----------------------------- | ------------ | ------------------- | ------------------ |
| Helminthophis flavoterminatus | Peters, 1857 | Colombia, Venezuela |                    |
| Helminthophis frontalis       | Peters, 1860 | Costa Rica, Panama  |                    |
| Helminthophis praeocularis    | Amaral, 1924 | Colombia            |                    |